# Nefyn
Nefyn  est une ville et une communauté du Gwynedd, au pays de Galles.

## Géographie
Nefyn est située sur la côte septentrionale de la péninsule de Llŷn. La communauté comprend aussi les villages et hameaux d'Edern (en), Morfa Nefyn (en) et Porthdinllaen (en).

## Démographie
Au recensement de 2011, la communauté de Nefyn comptait 2 602 habitants.